# کلاتک (قلعه‌گنج)
کلاتک، روستایی در دهستان سرخ قلعه بخش سرخ قلعه شهرستان قلعه‌گنج در استان کرمان ایران است.

## جمعیت
بر پایه سرشماری عمومی نفوس و مسکن در سال ۱۳۹۵، جمعیت این روستا برابر با ۱۶۴ نفر (۴۷ خانوار) بوده‌است.